# Даніель Юль
Даніель Юль (нім. Daniel Yule) — швейцарський гірськолижник, олімпійський чемпіон, чемпіон світу. 
Золоту олімпійську медаль та звання олімпійського чемпіона Юль виборов на Пхьончханській олімпіаді 2018 року в командних змаганнях. 
Незвичне написання прізвища пояснюється тим, що за походженням Даніель шотландець.

## Зовнішні посилання
Досьє на сайті FIS [Архівовано 28 грудня 2016 у Wayback Machine.]

## Виноски
1. ↑  https://web.archive.org/web/20180225065023/https://www.danielyule.com/daniel.html
2. ↑  Mixed team results
3. ↑  Daniel Yule. Sochi2014. Архів оригіналу за 14 березня 2016. Процитовано 13 березня 2016.